# 장젠 (정치인)

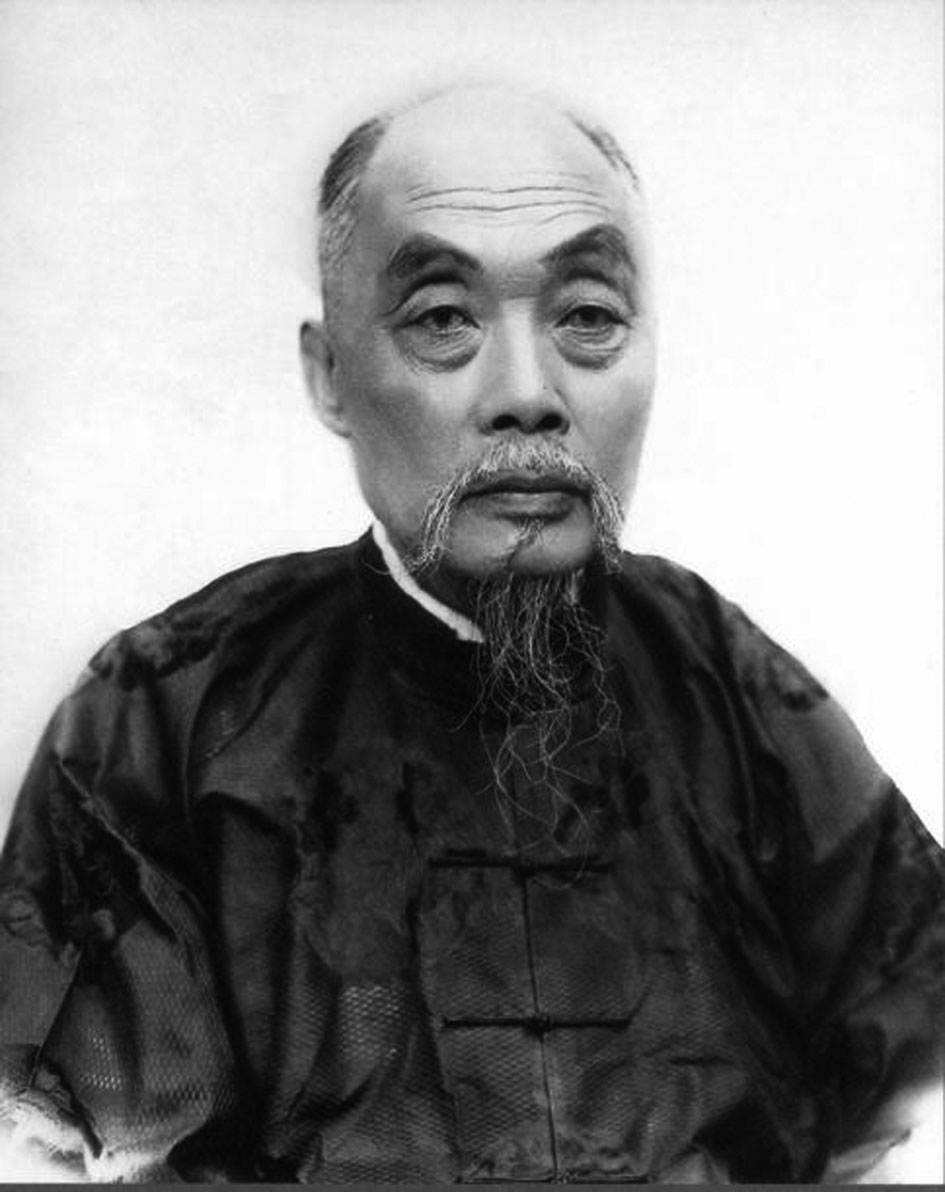
장젠

장젠(張謇, 1853년, 강소성 남통시 하이먼시 ~ 1926년)은 중화민국의 정치인, 기업인이다.
청나라 말에 유일하게 이윤을 내는 사영(私營) 공장인 다성(大生) 방적회사를 세웠고 이 공장을 발전시켜 제분소, 착유공장, 해운회사, 양조장, 기계공장 등을 포함하는 대기업으로 확장시켰다. 1903년 잠시 일본을 다녀온 후 열렬한 입헌주의자가 되었고, 1909년 장쑤성 자의국 의장이 되었다. 1911년 신해혁명 당시 한때 쑨원에게 협력하였고 난징 임시정부에서 실업부 총장에 임명되었다. 뒤에 공화당(共和黨)을 조직하고 위안스카이 정부의 농상부 총장을 역임하였다.

## 역대 선거 결과
| 선거명      | 직책명          | 대수 | 정당   | 득표율 | 득표수 | 결과 | 당락 |
| ----------- | --------------- | ---- | ------ | ------ | ------ | ---- | ---- |
| 1918년 선거 | 중화민국 대총통 | 2대  | 무소속 | 0.23%  | 1표    | 4위  | 낙선 |